# Tuolpukka
Tuolpukka (nordsamiska Dulbbok) är en by i Jukkasjärvi socken, Kiruna kommun. Den ligger cirka 14 kilometer sydost om Nedre Soppero, vid västra stranden av sjön Tuolpukkajärvi eller Dulbbokjávri (384 meter över havet) som avvattnas till Lainioälven via Tuolpukkajoki eller Dulbbokjohka. Väster om byn ligger berget Kenttävaara eller Gieddevárri. Berget Tuolpukkavaara ligger söder om Tuolpukkajärvi. 
Tuolpukka var ursprungligen huvudviste för Tuolpukkagruppen av Vittangi sameby, en skogssamisk sameby. På 1940-talet bestod gruppen av 18 personer, varav tio renägare fördelade på fyra hushåll. Familjerna bodde då i Tuolpukka under sommaren, från slutet av april till mitten av oktober. Från att ha bott i klykstångskåta övergick merparten av gruppen i slutet av 1940-talet till att bo i stuga.